# Gediminas Vagnorius
Gediminas Vagnorius, né le 10 juin 1957 à Vilkaičiai, est un homme d'État lituanien membre du Parti chrétien (KP).
Il est Premier ministre entre 1991 et 1992, puis de 1996 à 1999. Il compte parmi les signataires de l'Acte de rétablissement de l'État lituanien en 1990.